# Ключ 97
Ключ 97 (трад. и упр. 瓜) — ключ Канси со значением «дыня »; один из 23, состоящих из пяти штрихов.
В словаре Канси есть 55 символов (из 49 030), которые можно найти c этим радикалом.

## История
Древняя идеограмма схематически изображала некую бахчевую культуру.
Самостоятельно иероглиф используется в значениях: «дыня», «тыква», «арбуз», «бахчевые культуры».
В качестве ключевого знака иероглиф редко используется.

Вид в большой печати Чжуаньшу
Вид в малой печати Чжуаньшу

В словарях находится под номером 97.

## Примеры иероглифов
| Доп. штрихи | Иероглифы |
| ----------- | --------- |
| 0           | 瓜        |
| 3           | 瓝 狐     |
| 5           | 瓞 瓟     |
| 6           | 瓠        |
| 8           | 瓡        |
| 11          | 瓢        |
| 14          | 瓣        |
| 17          | 瓤        |
| 19          | 瓥        |

- Примечание: Ваш браузер может отображать иероглифы неправильно.